# Aschitus scapus
Aschitus scapus är en stekelart som beskrevs av Xu 2004. Aschitus scapus ingår i släktet Aschitus och familjen sköldlussteklar. Inga underarter finns listade.